# Marc Ferrez

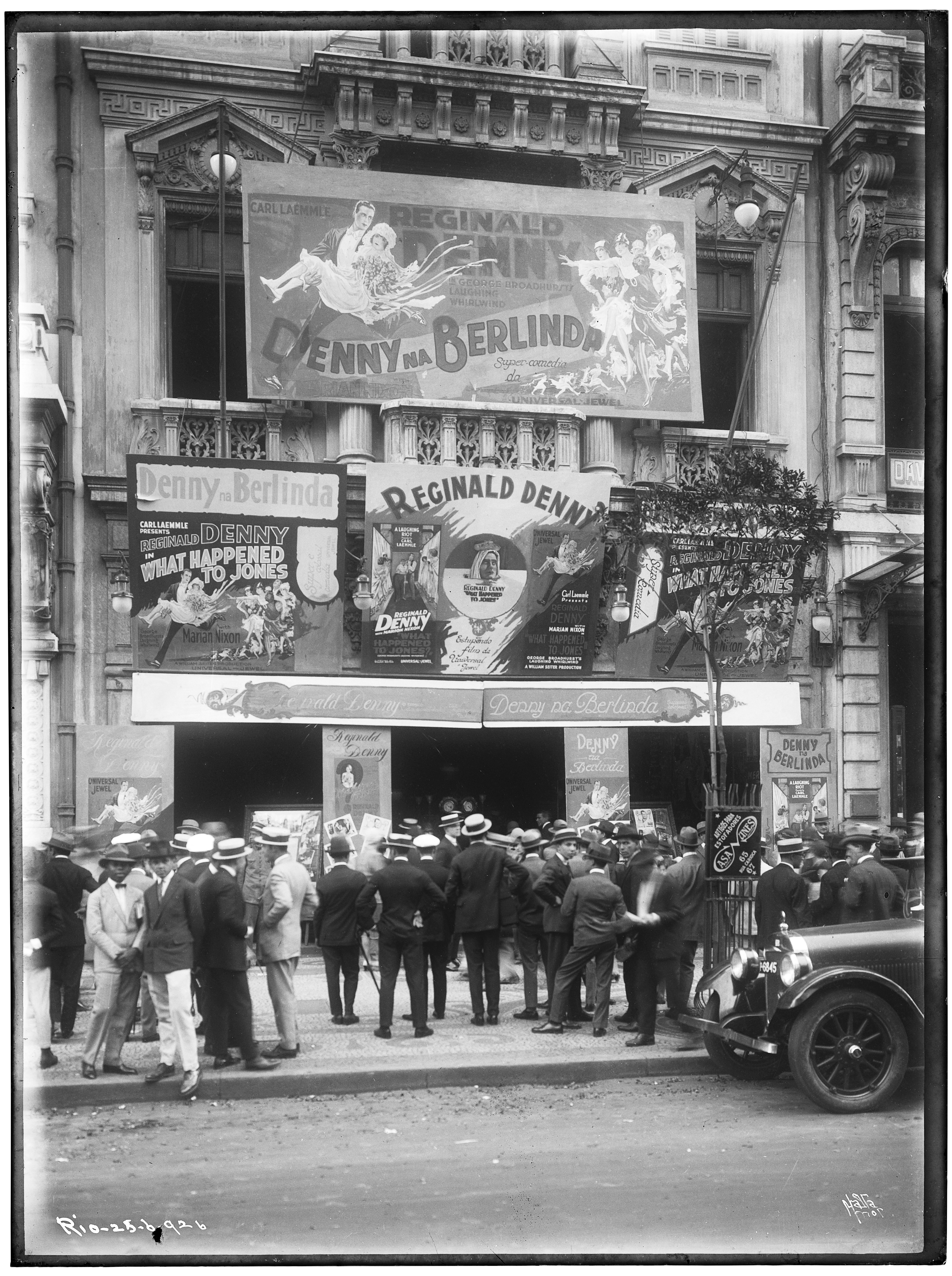
Cine_Pathé på Avenida_Central i Rio de Janeiro, som drevs av Marc Ferrez, på ett foto från 1926

Marc Ferrez, född 7 december 1843 i Rio de Janeiro i Brasilien, död 12 januari 1923 i Rio de Janeiro, var en brasiliansk fotograf av franskt ursprung. Han arbetade mellan 1860 och 1922.
Han var son till medaljgravören och skulptören Zéphyrin Ferrez och Alexandrine Caroline Chevalier. Fadern hade kommit till Brasilien 1816 som medlem av Missão Artística Francesa. Han var yngsta barn i en familj med fyra döttrar och två söner men blev föräldralös vid sju års ålder, varefter han skickades till Frankrike för att studera fram till tonårsåldern. Efter skolåldern i Frankrike började han arbeta på en pappershandel och ett tryckeri i Rio de Janeiro. Han lärde sig att fotografera vid dess fotoavdelning av tysken Franz Keller. Vid 21 års ålder öppnade han fotostudion Marc Ferrez & Cia. Även om porträttfotografi var mer lönsamt, föredrog han att ta bilder av brasilianska landskap. 
Hans fotografier visar olika aspekter av livet i Brasilien, med tonvikt på den urbana modernisering och det anläggande av infrastruktur, som skedde mellan 1870- och 1920-talen. Han blev mest känd för panoraman och utsikter över staden Rio de Janeiro. Förutom att vara fotograf, var han en återförsäljare av fotografisk utrustning och material och drev affären Casa Marc Ferrez. Från 1905 och framåt, tillsammans med sina söner Julio och Luciano Ferrez, ägnade han sig åt biografer och ägde Cinema Pathé och var distributör av filmer och filmutrustning.
År 1873 eldhärjades hans butik, tillika bostad. Ferrez reste därefter till Europa för att återanskaffa materiel och utrustning. När han återvände till Brasilien 1875, gick han som fotograf med i Brasiliens geological kommission och blev den förste att fotografera Botocudoindianerna i djungeln i södra Bahia.
Han deltog i flera nationella och internationella utställningar och belönades med guldmedaljer i Philadelphia (1876) och Paris (1878). 

## Bildgalleri

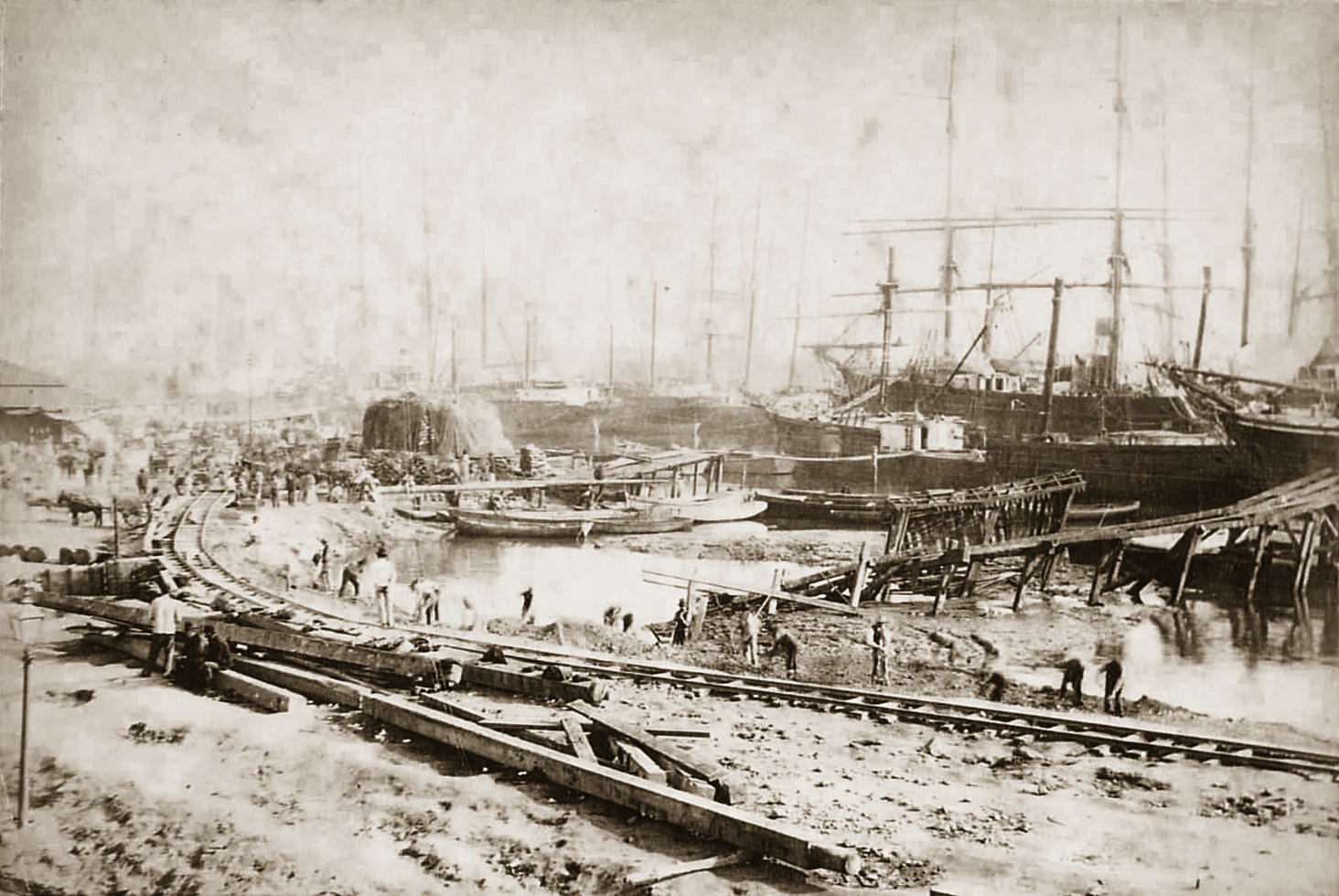
Hamnen i Santos, 1870
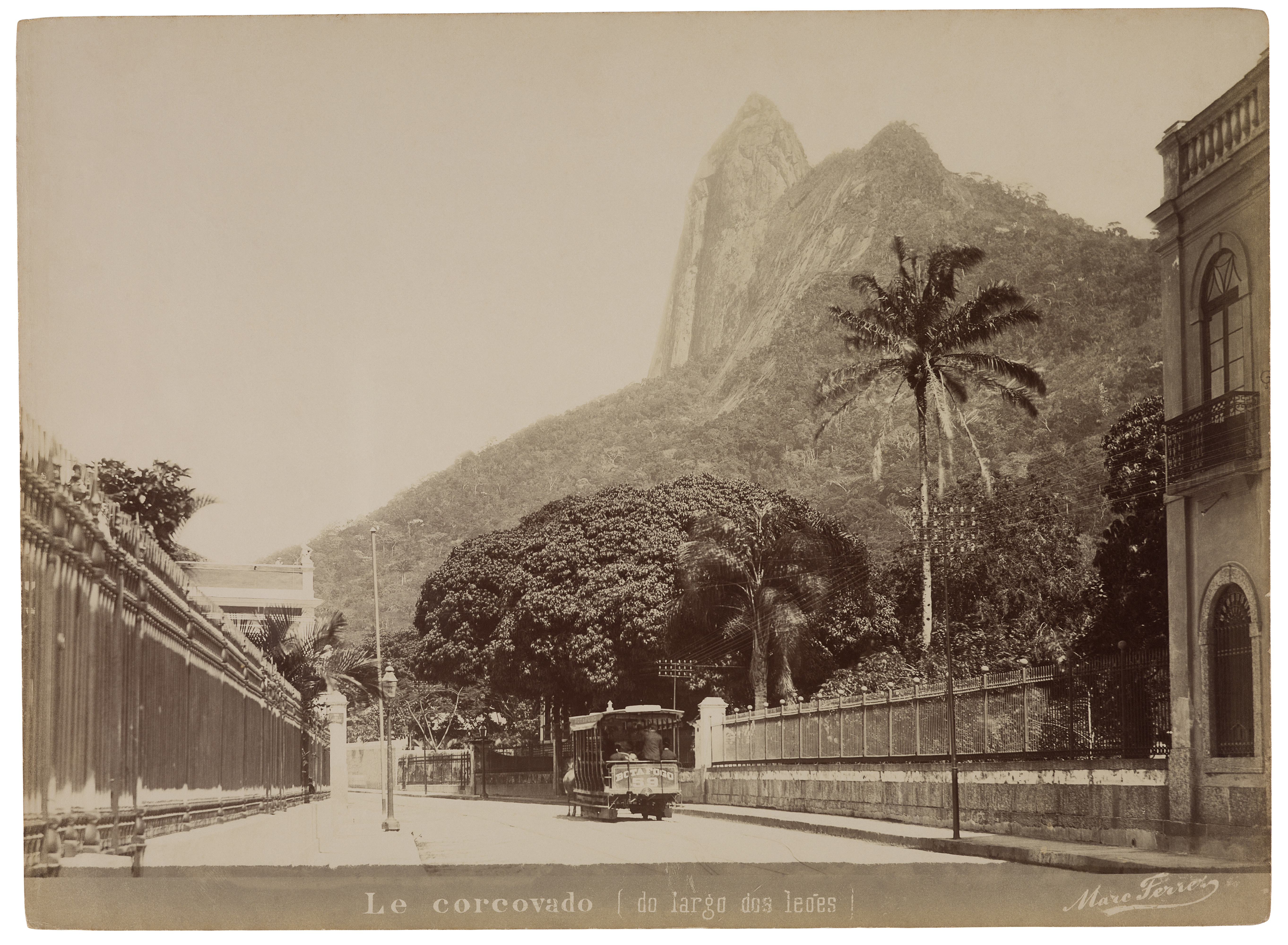
Berget Corcovado, mellan 1880 och 1900
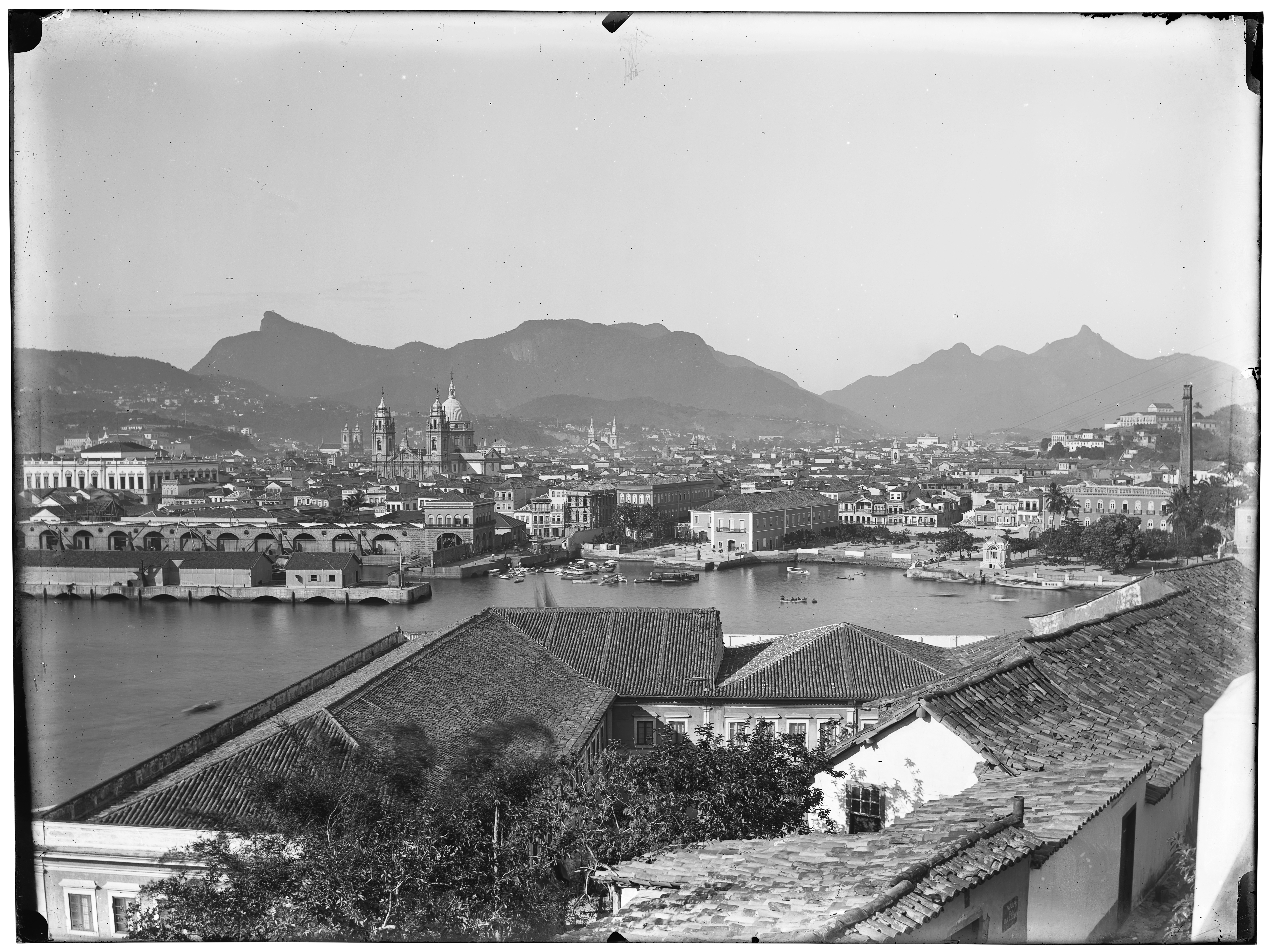
Rio de Janeiros centrum, sett från Ilha das Cobras
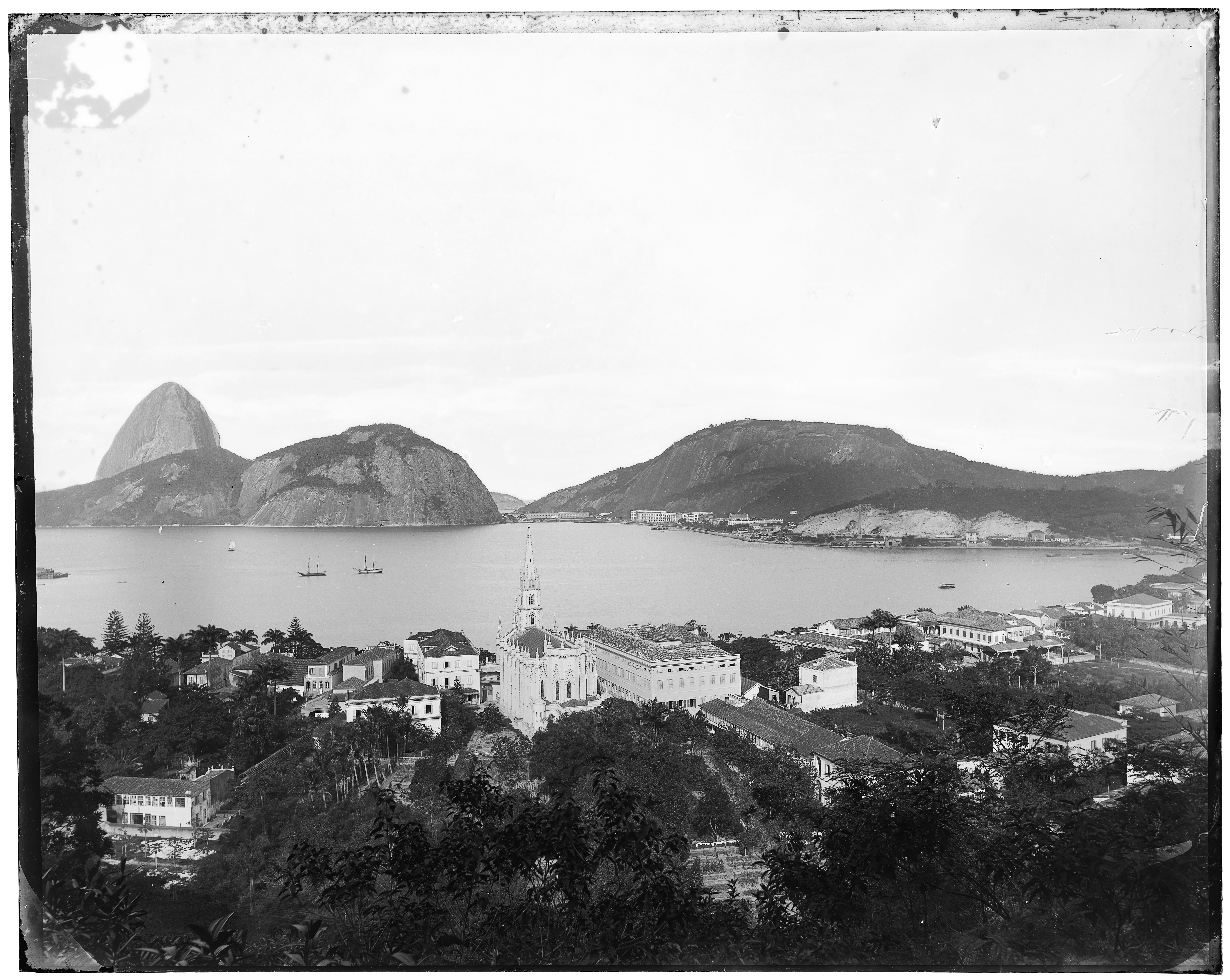
Vy över Botafogo mot Sockertoppen
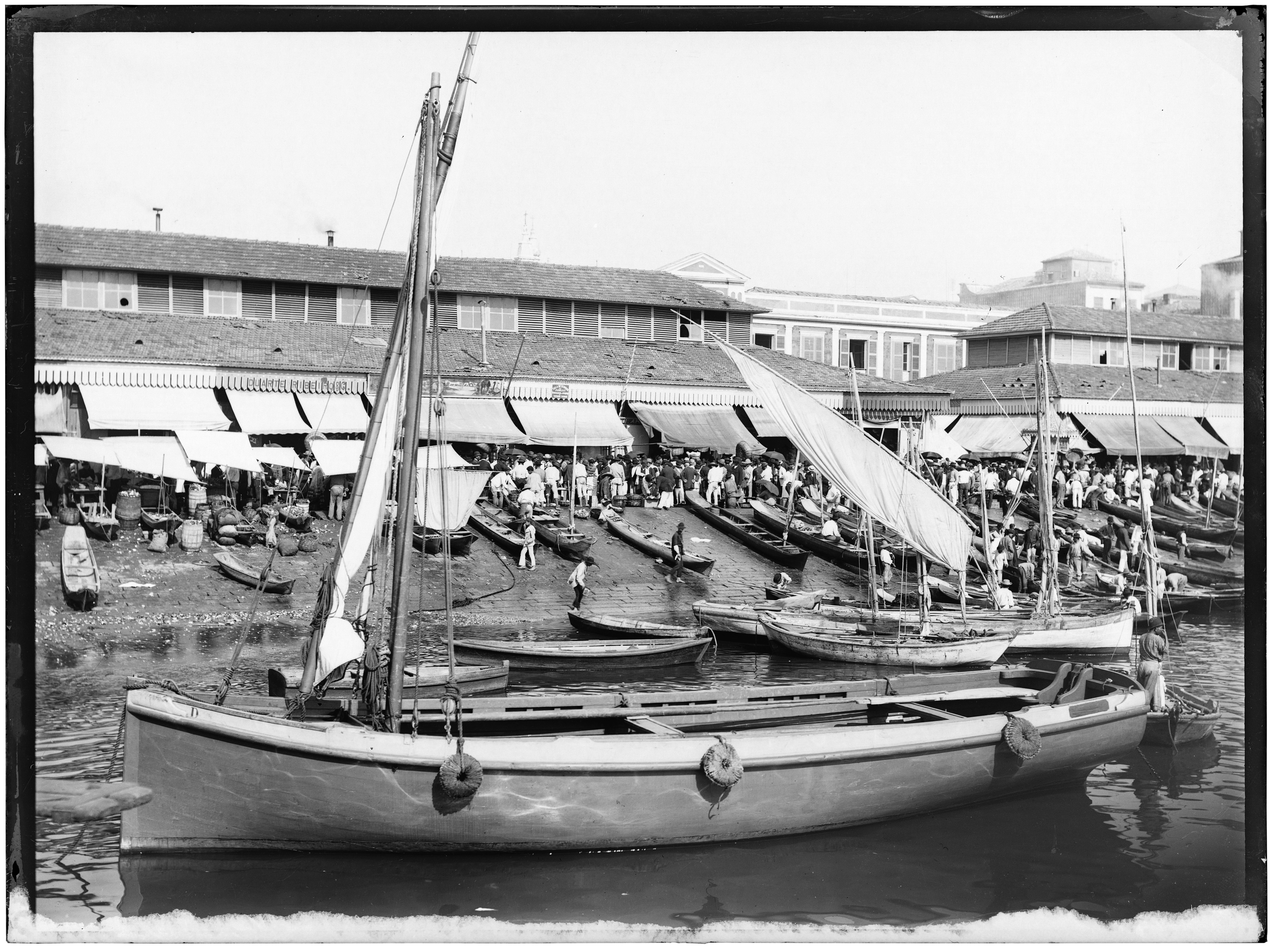
Båtar vid Fisktorget i Rio de Janeiro
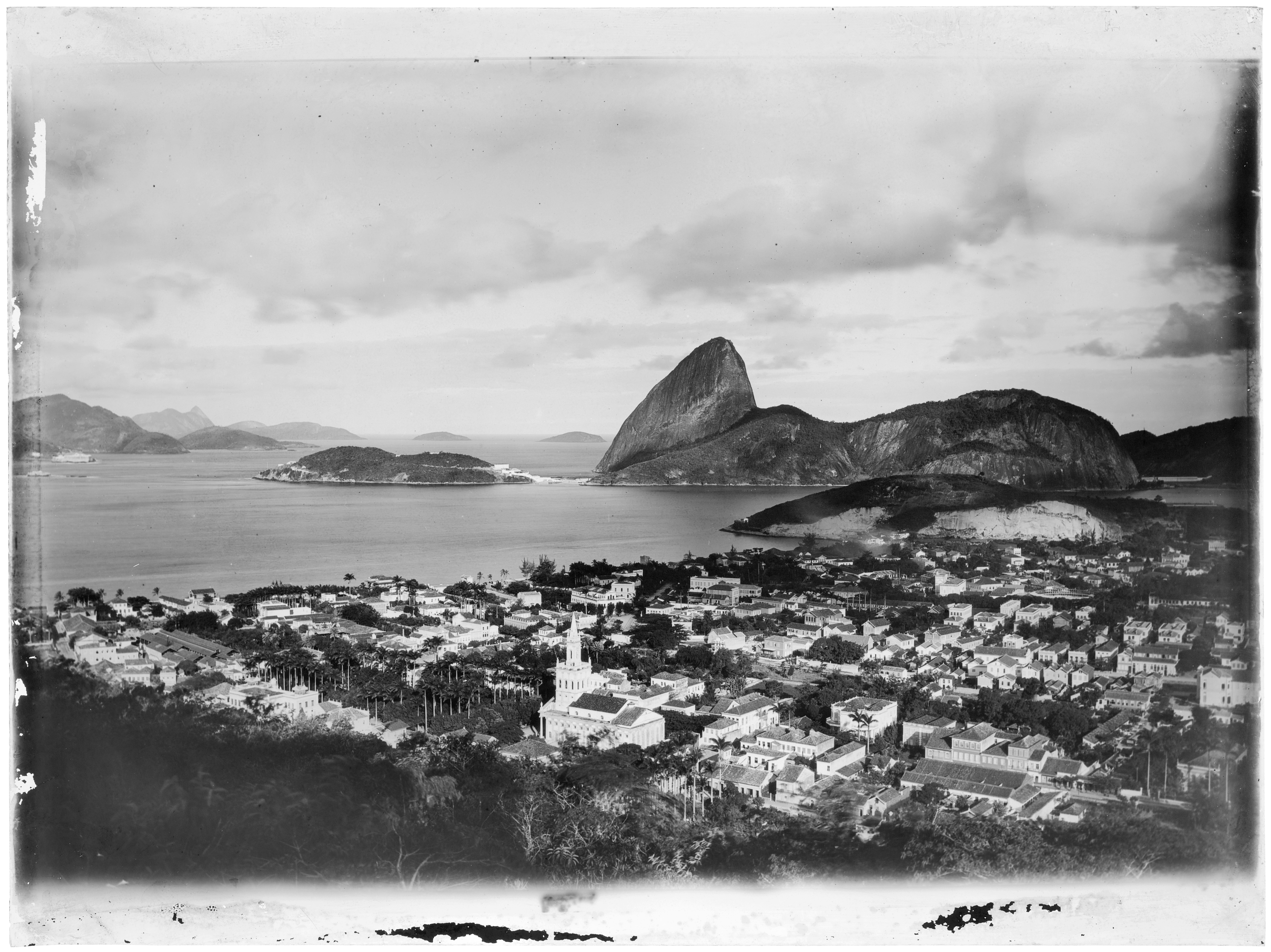
Vy från Cosme Velho, mellan 1875 och 1885
Rio de Janeiros centralstation, mellan 2889 och 1898
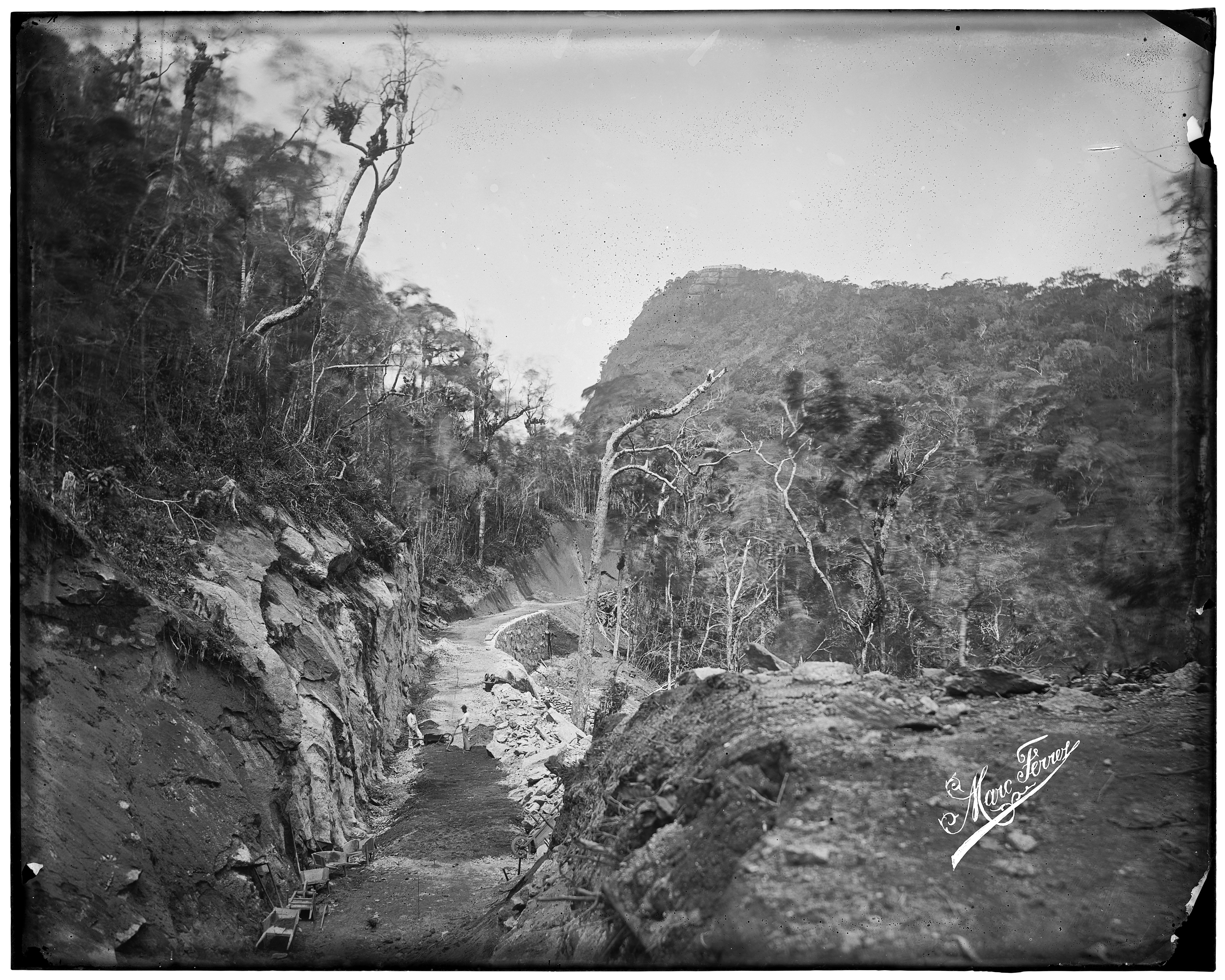
Anläggande av Trem do Corcovado, före 1884
Tijucaskogen, mellan 1880 och 1890
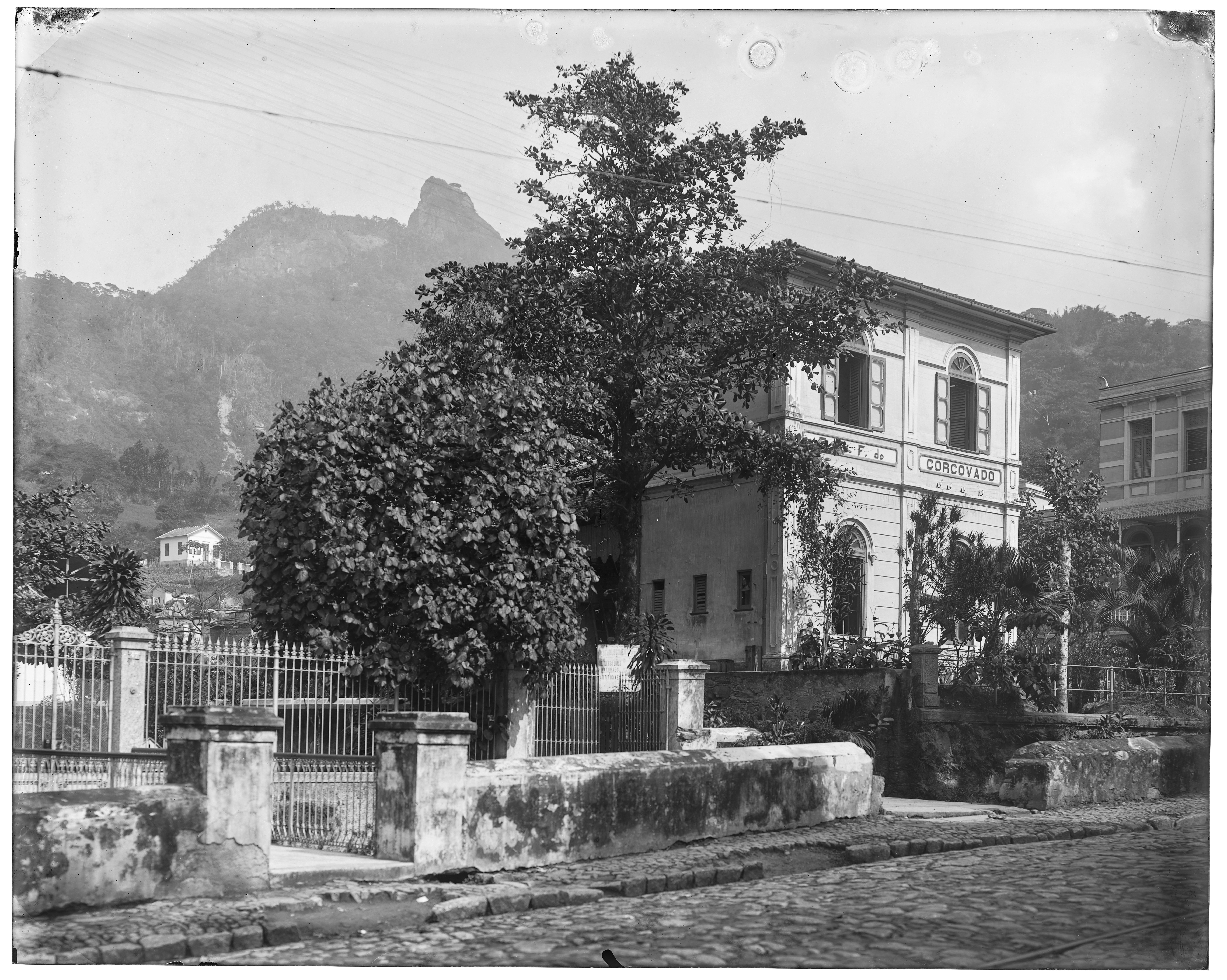
Dalstationen för Trem do Corcovado, 1884
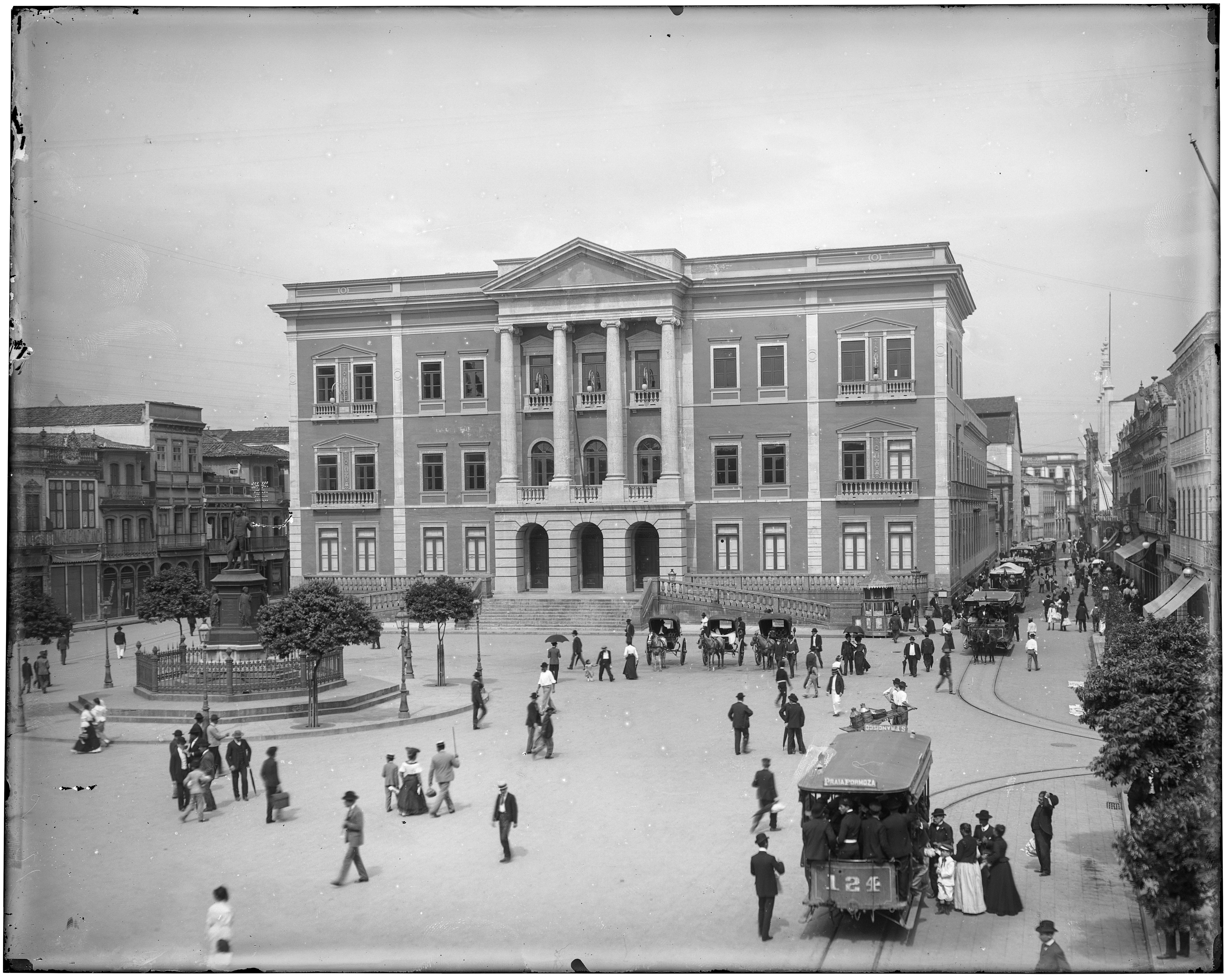
Escola Politécnica i Rio de Janeirom , mellan 1895 och 1905
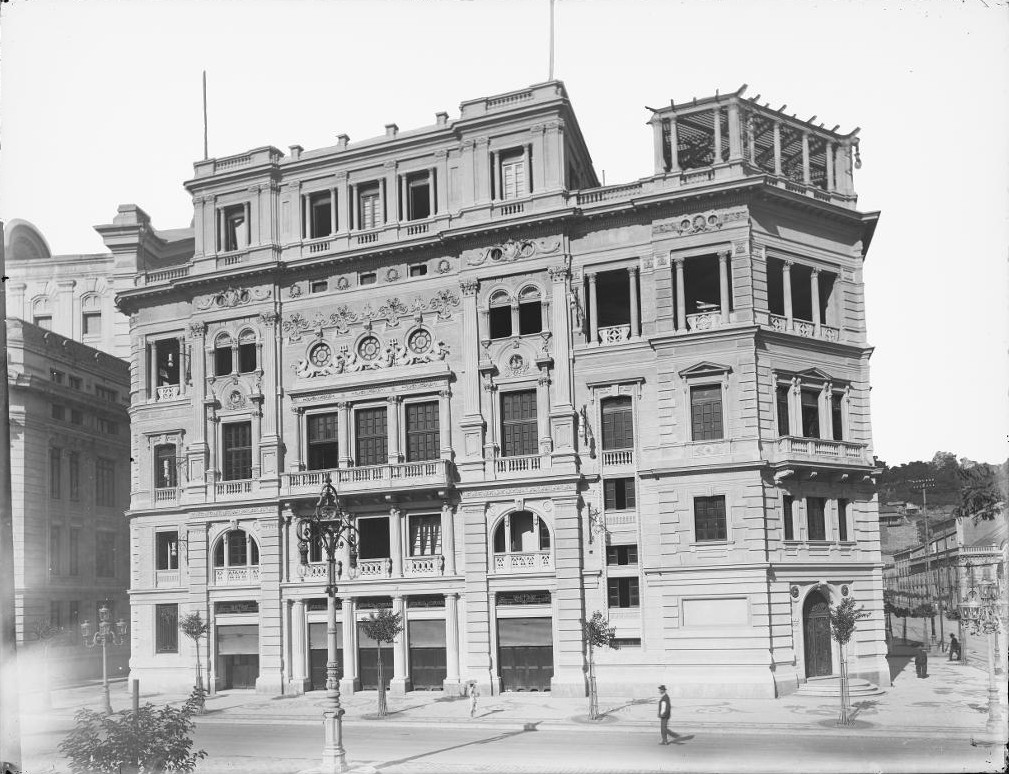
Clube Naval, 1910